# Льюис, Брэд Алан
Брэдли Алан Льюис (англ. Bradley Alan Lewis; род. 9 ноября 1954, Лос-Анджелес, Калифорния) — американский гребец, выступавший за сборную США по академической гребле в конце 1970-х — первой половине 1980-х годов. Чемпион летних Олимпийских игр в Лос-Анджелесе, победитель и призёр многих регат национального значения. Также известен как писатель и режиссёр-документалист.

## Биография
Брэд Алан Льюис родился 9 ноября 1954 года в Лос-Анджелесе, штат Калифорния.
Занимался академической гребле во время учёбы в Калифорнийском университете в Ирвайне, состоял в местной команде UC Irvine Anteaters, неоднократно принимал участие в различных студенческих соревнованиях.
В 1977 году вошёл в основной состав американской национальной сборной по академической гребле и выступил в парных четвёрках на чемпионате мира в Амстердаме — сумел квалифицироваться здесь лишь в утешительный финал B и расположился в итоговом протоколе соревнований на девятой строке.
Прошёл отбор в олимпийскую команду, собранную для участия в летних Олимпийских играх 1980 года в Москве, однако Соединённые Штаты вместе с несколькими другими западными странами в конечном счёте бойкотировали эти соревнования по политическим причинам. Впоследствии за пропуск этой Олимпиады Льюис был награждён Золотой медалью Конгресса США.
В 1983 году выступил на чемпионате мира в Дуйсбурге, где занял шестое место в зачёте парных двоек.
Благодаря череде удачных выступлений удостоился права защищать честь страны на домашних Олимпийских играх 1984 года в Лос-Анджелесе — вместе с напарником Полом Энквистом обошёл всех своих соперников в программе парных двоек и тем самым завоевал золотую олимпийскую медаль.
Завершив спортивную карьеру, написал несколько книг на спортивную тематику, в том числе автобиографическую книгу Assault on Lake Casitas о своём 13-летнем пути к победе на Олимпийских играх. Позже работал в области независимого кино, в 2000 году снял документальный фильм A Fine Balance об американской гребной восьмёрке, которая выиграла три чемпионата мира подряд, но на Олимпиаде в Сиднее финишировала пятой. Принимал участие в создании нескольких проектов для телеканала HBO.